# Baldratia kozlovi
Baldratia kozlovi är en tvåvingeart som beskrevs av Marikovskij 1955. Baldratia kozlovi ingår i släktet Baldratia och familjen gallmyggor. Inga underarter finns listade i Catalogue of Life.